# 南知果
南 知果（みなみ ちか、1990年 - ）は、日本の弁護士。

## 来歴
大阪府生まれ。四天王寺中学校・高等学校を経て京都大学法学部に入学。好きな科目は民法で、松岡久和、山本敬三のゼミに所属する。2012年に京大法学部を卒業後、同大学法学研究科法曹養成専攻（法科大学院）に進学し、2014年に修了。2015年に弁護士登録（第二東京弁護士会）。2016年に西村あさひ法律事務所に入所。2018年大学の先輩だった弁護士との縁で法律事務所ZeLoへ参画。2019年3月OLTA社外監査役（〜2021年6月）。同年6月Azitへ入社（〜2020年1月）。パブリックアフェアーズに携わり、国土交通省をはじめとする省庁の職員とやり取りしていた。2021年1月19日一般社団法人PublicMeetsInnovation理事。同年夏よりペンシルベニア大学ロースクールへ留学。

## 委員歴
- 2021年1月31日：消費者庁「消費者のデジタル化への対応に関する検討会AIワーキンググループ」委員[7]。

## 著作
- （官澤康平、徐東輝、（編著）松田大輝）『ルールメイキングの戦略と実務』（商事法務、2021年3月）